# Downtown Train
"Downtown Train" és una cançó de Tom Waits inclosa en el seu àlbum Rain Dogs de l'any 1985. El vídeo de promoció de la cançó va estar dirigit per Jean-Baptiste Mondino i presenta al boxejador Jake Lamotta. Rod Stewart va enregistrar una versió que va aconseguir enfilar-se a la posició número 3 de la llista Billboard Hot 100, després d'editar-se com a senzill a finals del 1989, i també va ser un número u de senzills a les llistes Hot Mainstream Rock Tracks i Hot Adult Contemporary Tracks. La cançó va aconseguir en número u al Canadà i va entrar en el top-10 de la UK Singles Chart el 1990. Stewart va rebre també una nominació de Grammy per la cançó en la categoria Best Male Pop Vocal performance. La versió de Stewart va comptar amb Jeff Beck a la guitarra, qui també va aparèixer al videoclip.
Altres artistes que han versionat Downtown Train inclouen a Mary Chapin Carpenter, que la va incloure al seu àlbum de debut Hometown Girl el 1987; i Patty Smith, que el mateix any va editar-ne una versió que va aconseguir la 95a posició a la llista Billboard Hot 100'. Everything but the Girl també va produir una versió de la cançó, en aquest cas, acústica. Bob seger també va enregistrar una versió de Downtown Train 1989, però va optar per no llançar-la perquè la versió de Stewart s'havia alliberat una mica més d'hora. El 28 de febrer de 2011, Seger finalment va editar la seva versió de la cançó com a single, que és també part de l'àlbum recopilatori Ultimate Hits: Rock and Roll Never Forgets. El grup alemany The Piano Has Been Drinking va incloure una versió de Downtown Train (Rude Jolf) al seu àlbum de 1990 The Piano Has Been Drinking que només consta de versions de cançons Tom Waits en el dialecte Kölsch.
L'artista sueca Moneybrother va editar una versió sueca de la cançó; s'inclou al seu àlbum Pengabrorsan. Rentokill, un grup de hardcore/punk austríac va enregistrar una versió de la pista per al seu Ep de 2009 The O.S.E.

## Versions

### Versió de Patty Smyth
| Llista d'èxits (1987)                   | Màxima posició |
| --------------------------------------- | -------------- |
| US Billboard Hot 100                    | 95             |
| US Billboard Hot Mainstream Rock Tracks | 40             |

### Versió de Rod Stewart
| Llista d'èxits (1989-1990)              | Màxima posició |
| --------------------------------------- | -------------- |
| Llista canadenca de singles             | 1              |
| Llista alemanya de singles              | 39             |
| Llista irlandesa de singles             | 13             |
| Llista holandesa de singles             | 42             |
| Llista neozelandesa de singles          | 30             |
| UK Singles Chart                        | 10             |
| US Billboard Hot 100                    | 3              |
| US Billboard Adult Contemporary         | 1              |
| US Billboard Hot Mainstream Rock Tracks | 1              |

### Versió de Bob Seger
| Llista d'èxits (2011)        | Màxima posició |
| ---------------------------- | -------------- |
| Billboard Adult Contemporary | 17             |